# Provinz Nor Yungas
Die Provinz Nor Yungas („Nord-Yungas“, spanisch Provincia de Nor Yungas, Aymara Alay Yunka Jisk’a Suyu) ist eine von zwanzig Provinzen des Departamento La Paz im südamerikanischen Anden-Staat Bolivien und liegt im zentralen Teil des Departamentos.

## Lage
Die Provinz liegt an den Osthängen der bolivianischen Cordillera Real und grenzt im Nordwesten und Westen an die Provinz Murillo, im Süden und Osten an die Provinz Sud Yungas, und im Norden an die Provinz Caranavi.
Die Provinz erstreckt sich zwischen etwa 15° 58' und 16° 24' südlicher Breite und 67° 22' und 68° 00' westlicher Länge, sie misst von Norden nach Süden 45 Kilometer, von Westen nach Osten bis 65 Kilometer.

## Bevölkerung
Die Einwohnerzahl der Provinz Nor Yungas ist in den vergangenen drei Jahrzehnten auf das Zweieinhalbfache angestiegen:
| Jahr | Einwohner | Quelle       |
| ---- | --------- | ------------ |
| 1992 | 20 433    | Volkszählung |
| 2001 | 23 681    | Volkszählung |
| 2012 | 36 983    | Volkszählung |
| 2024 | 51 441    | Volkszählung |

Der Alphabetisierungsgrad in der Provinz beträgt 88,1 Prozent, und zwar 92,8 Prozent bei Männern und 82,7 Prozent bei Frauen.
Die Säuglingssterblichkeit ist von 7,2 Prozent (1992) auf 6,8 Prozent (2001) zurückgegangen.
89,9 Prozent der Bevölkerung sprechen Spanisch, 67,1 Prozent sprechen Aymara, und 2,6 Prozent Quechua. (2001)
41,0 Prozent der Bevölkerung haben keinen Zugang zu Elektrizität, 84,6 Prozent leben ohne sanitäre Einrichtung (2001).
81,7 Prozent der Haushalte besitzen ein Radio, 32,9 Prozent einen Fernseher, 13,0 Prozent ein Fahrrad, 7,6 Prozent ein Motorrad, 4,6 Prozent einen PKW, 11,8 Prozent einen Kühlschrank, 3,4 Prozent ein Telefon. (2001)
84,6 Prozent der Einwohner sind katholisch, 10,1 Prozent sind evangelisch (1992).

## Gliederung
Die Provinz Nor Yungas gliederte sich bei der letzten Volkszählung von 2024 in die folgenden beiden Verwaltungsbezirke (bolivianisch: Municipios):
- 02-1401 Municipio Coroico – 27.531 Einwohner
- 02-1402 Municipio Coripata – 23.910 Einwohner

## Ortschaften in der Provinz Nor Yungas
- Municipio Coroico
  - Coroico 2319 Einw. – Santa Bárbara 410 Einw. – Mururata 349 Einw. – Challa 260 Einw. – Pacollo 241 Einw. – San Martín de Padilla 184 Einw. – Villa Esmeralda 162 Einw. – Quenallata 142 Einw. – Huarinilla 131 Einw. – San José de Chicalulo 103 Einw. – Yolosa 99 Einw. – Chuspipata 98 Einw. – Cotapata 44 Einw. – Korisamaña 19 Einw.

- Municipio Coripata
  - Arapata 1984 Einw. – Trinidad Pampa 1958 Einw. – Coripata 1238 Einw. – Santa Rosa de Lima 995 Einw. – San José de Pery 989 Einw. – San Agustín 778 Einw. – Nogalani 748 Einw. – Chillamani 601 Einw. – Auquisamaña 575 Einw. – Coscoma 565 Einw. – Santa Gertrudis 529 Einw. – Machacamarca 490 Einw. – Marquirivi 474 Einw. – Los Anguias 472 Einw. – Dorado Grande 464 Einw. – Tabacal 445 Einw. – Chacón 439 Einw. – Choro Grande 424 Einw. – Milluhuaya 424 Einw. – Pararani 383 Einw. – San Felix 367 Einw. – Huayrapata 310 Einw. – Santa Bárbara 292 Einw. – Anacuri 246 Einw. – Umamarca 147 Einw.